# Drukarka laserowa

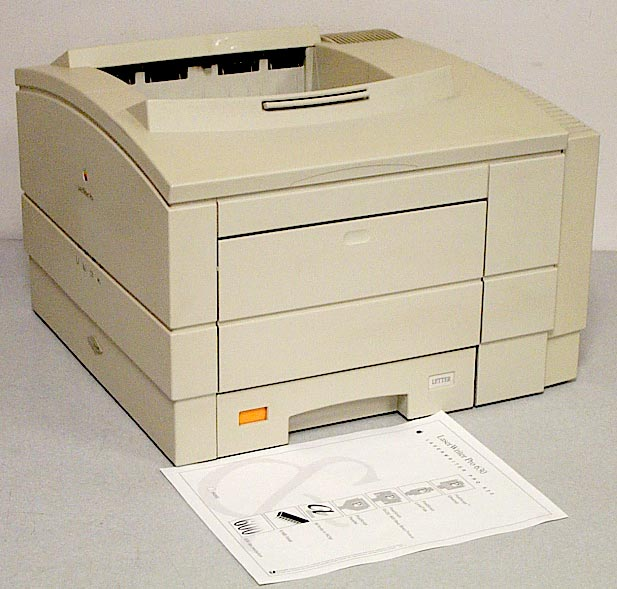
Drukarka Apple LaserWriter Pro 630

Drukarka laserowa – rodzaj drukarki wykorzystującej w procesie drukowania światło lasera lub diod LED, w celu naelektryzowania bębna światłoczułego w ten sposób, aby naniósł on odpowiednią ilość tonera z zasobnika na drukowaną powierzchnię, który po utrwaleniu w podwyższonej temperaturze utworzy wydruk. Drukarki laserowe charakteryzują się bardzo wysoką jakością wydruku, a druk jest zwykle wodoodporny i o dużej trwałości. Ogólnie tego typu drukarki można podzielić na kolorowe, wykorzystujące przeważnie 4 różne tonery CMYK, i monochromatyczne – używające wyłącznie jednego, najczęściej czarnego tonera.

## Historia
Pierwsza drukarka laserowa została zbudowana w roku 1971 przez inżyniera firmy Xerox Gary'ego Starkweathera. Drukarka umożliwiała monochromatyczny, dwustronny druk z rozdzielczością 300 dpi i z prędkością 120 stron na minutę. W 1976 roku firma IBM wprowadziła do sprzedaży pierwszą drukarkę laserową, nazwa modelu brzmiała IBM 3800. Urządzenie skonstruowane przez Starkweathera trafiło na rynek w 1977 roku, model nosił nazwęXerox 9700. Cena urządzenia wynosiła 5 tys. dolarów. Drukarka miała spore rozmiary, co uniemożliwiało zastosowanie jej w niewielkim pomieszczeniu – była sterowana przez PDP-11 i przeznaczona głównie do współpracy z komputerami typu mainframe.
Pierwszą drukarką laserową zbudowaną jako urządzenie peryferyjne dla komputera osobistego był Hewlett-Packard LaserJet, wyprodukowany w roku 1984. Niedługo później pojawiły się drukarki laserowe firm Canon oraz Apple.
Pierwsza kolorowa drukarka laserowa ColorScript Laser 1000 została zbudowana w roku 1993 przez firmę QMS.

## Zasada działania – drukarka monochromatyczna

Przenoszenie obrazu w drukarce laserowej:
1. elektryzowanie, 2. naświetlanie, 3. przenoszenie tonera na bęben, 4. przenoszenie z tonera z bębna na papier.

Drukarka laserowa tworzy wydruki poprzez umieszczanie cząstek tonera w odpowiednich miejscach na papierze albo innej powierzchni do zadruku. Zasada działania drukarek laserowych jest bardzo podobna do działania kserokopiarek i można wyróżnić tutaj kilka etapów:
1. Przygotowanie wałka – wałek pokryty materiałem światłoczułym, np. selenem, OPC (ang. organic photoconducting cartridge) lub krzemem, jest elektryzowany.
2. Naświetlanie – wałek naświetlany jest światłem lasera lub linijki diodowej LED, co powoduje, że miejsca naświetlone na wałku tracą swój ładunek elektryczny. Wyróżnia się jednak dwa odmienne podejścia do tego procesu:
  - W drukarkach typu write-black miejsca naświetlone odpowiadają punktom, które mają być zadrukowane, technika ta zapewnia uzyskanie głębszej czerni.
  - W drukarkach write-white miejsca naświetlone odpowiadają punktom, które mają pozostać niezadrukowane, technika ta zapewnia dokładniejszy druk detali.
3. Wywołanie – w miejscach naświetlonych/nienaświetlonych toner jest przenoszony z magnetycznego wałka wywoływaczki (ang. developer) na wałek światłoczuły.
4. Przenoszenie – toner z wałka poprzez dotyk przenosi się na papier, proces ten jest wspomagany zazwyczaj przez elektryzowanie ładunkiem przeciwnego znaku elektrodą umieszczoną pod papierem.
5. Utrwalanie – kartka przechodzi między rozgrzanymi wałkami, gdzie rozgrzany toner stapia się i jest wprasowywany w kartkę.
6. Czyszczenie – wałek światłoczuły jest zobojętniany i czyszczony z tonera, który nie przeszedł na papier.

### Tworzenie obrazu
Dane dostarczane do maszyny w zrozumiałym przez nią formacie (zwanym językiem opisu strony) przetwarzane są przez RIP – procesor obrazu rastrowego. RIP poprzez układy sterujące moduluje wiązkę światła generowaną przez laser (ROS – Raster Output Scanner) lub zespół laserowych diod świecących (LED). Światło to kierowane na bębny powoduje zmianę własności fotoelektrycznych powierzchni i w rezultacie umożliwia nanoszenie obrazu na bęben. W procesie tym uczestniczy developer – drobno zmielony ferromagnetyk znajdujący się na wałku magnetycznym wywoływaczki, mający za zadanie zbliżenie cząstek tonera do naelektryzowanego bębna światłoczułego. 

### Przenoszenie obrazu
Kolejny etap różni się w zależności od technologii:
- Drukarki jednoprzebiegowe – obraz powstaje w czasie jednego przejścia papieru przez maszynę; następuje bezpośrednia transmisja obrazu z bębnów światłoczułych na nośnik. Pas transferowy (jeśli występuje) pełni jedynie funkcję pomocniczą, jak oczyszczanie bębnów z nadmiaru tonera czy transport papieru.
- Drukarki jednoprzebiegowe z pasem transferowym – obraz powstaje w czasie jednego przejścia papieru przez maszynę; transmisja obrazu z pasa pośredniego na nośnik następuje zaraz po stworzeniu kompletnego odwzorowania.
- Drukarki czteroprzebiegowe z pasem transferowym – obraz nakładany jest w 4 przebiegach na pośredni pas transferowy i dopiero z niego przenoszony na papier.
- Drukarki czteroprzebiegowe – obraz powstaje na nośniku w procesie czterokrotnego nakładania nań poszczególnych składowych.

### Utrwalanie obrazu
Kolejnym etapem jest utrwalanie, za które odpowiedzialny jest utrwalacz termiczny (ang. fuser, pol. piec). Jest on zazwyczaj zbudowany jako zespół co najmniej 2 wałków grzejnych, z których przynajmniej jeden wyposażony jest w promiennik podczerwieni, który spełnia funkcję grzałki. Czasem spotyka się proste rozwiązania z folią teflonową, grzałką ceramiczną i jednym wałkiem, czasem fuser jest skomplikowanym mechanizmem z kilkoma wałkami grzejnymi, których moc przekracza 1500 W. Papier przechodząc pomiędzy wałkami ulega ogrzaniu do temperatury ok. 200 °C, w której toner na jego powierzchni podlega scaleniu z podłożem. Substancją zapobiegającą przyklejaniu się tonera do gorących wałków jest olej silikonowy, który z wałka olejowego lub listwy olejowej nanoszony jest cienką warstwą na wałki. Stosuje się też drobiny wosków będące składnikiem nowoczesnych tonerów.

## Druk laserowy w kolorze
Wydruk kolorowego obrazu polega na kolejnym naświetlaniu bębna światłoczułego i drukowaniu poszczególnych barw składowych przy pomocy grupy czterech tonerów o kolorach z zestawu barw CMYK, dlatego technologia druku w kolorze na drukarkach laserowych jest nieco odmienna. Jeśli kolorowa drukarka laserowa posiada tylko jeden bęben światłoczuły, to drukowanie musi przebiegać w czterech etapach, tzn. papier przebiega czterokrotnie pod bębnem – dla nałożenia każdego koloru z osobna. Natomiast, jeśli drukarka posiada 4 bębny światłoczułe, po jednym dla każdego koloru podstawowego tonera, wtedy wydruk można otrzymać w czasie zaledwie jednego przebiegu papieru kolejno pod poszczególnymi bębnami. Oczywiście wydruk jednoprzebiegowy jest znacznie szybszym procesem, a bębny nie ulegają tak szybkiemu zużyciu, jak w przypadku drukarek czteroprzebiegowych. Opis przenoszenia tonera na powierzchnię, na której ma się odbywać drukowanie, jest przedstawiony w sekcji „Przenoszenie obrazu”.
Wprawdzie kolor czarny można uzyskać również przez mieszanie trzech kolorów podstawowych (CMY), ale zastosowanie specjalnego tonera czarnego znacznie poprawia głębię tonalną wydruku oraz zmniejsza zużycie tonerów.

## Obawy dotyczące prywatności
W ostatnich latach, wraz z popularyzacją kolorowych drukarek laserowych, zauważono, że wiele drukarek tego typu umieszcza na każdym wydruku niewidoczne gołym okiem dane o numerze seryjnym urządzenia i aktualnej dacie. Rozwiązania takie zostały zaimplementowane na skutek porozumienia między producentami urządzeń a United States Secret Service z obawy, że takie drukarki będą używane do fałszowania banknotów.

Ponieważ technologia ta może służyć także do śledzenia i identyfikowania osób rozpowszechniających dokumenty po prostu niewygodne dla osób trzecich, korporacji lub rządów nie uznających wolności słowa, a istnienie tego mechanizmu było ukryte przed użytkownikami, organizacje takie jak Electronic Frontier Foundation protestują przeciwko takim rozwiązaniom i prowadzą kampanie edukujące konsumentów.